# Licoricia de Winchester
Licoricia de Winchester (nacida a principios del siglo XIII, asesinada en 1277) era una prestamista judío-inglesa. El historiador Robert Stacey la ha descrito como "la mujer judía más importante de la Inglaterra medieval".
Ella era una prestamista, esposa y madre inglesa, que a pesar de las circunstancias cada vez más difíciles para los judíos en la Inglaterra del siglo XIII, que implicaban impuestos punitivos regulares, encarcelamientos arbitrarios y una creciente persecución religiosa (Cuarto Concilio de Letrán, Libelo de sangre) avanzó a través de matrimonios ventajosos y perspicacia para los negocios. Parece haber tenido una relación cercana con el rey Enrique III.

## Biografía
El propio nombre de Licoricia es extraño, y refleja una moda en la Inglaterra de principios del siglo XIII, entre mujeres cristianas y judías, de nombres exóticos como Floria, Saffronia, Almonda, Preciosa, Bellassez y Comtissa, y aunque estos nombres a veces se replicaron en diferentes familias, Licoricia parece no haber sido una elección tan popular. Esto explica en parte por qué su vida y su carrera se muestran más claramente en el registro.
Licoricia aparece por primera vez en los registros en 1234, como una joven viuda con tres hijos. Sus actividades financieras están documentadas desde principios de la década de 1230, cuando prestó dinero en asociación con otros judíos, así como por sí misma con un abogado.
En 1242, se casó con su segundo marido, David de Oxford (fallecido en 1244), conocido como el judío más rico de Inglaterra. Quería tanto casarse con ella que se divorció de su esposa Muriel y Enrique III impidió que el tribunal rabínico inglés Beth Din pusiera obstáculos antes de que se volviera a casar. Sin embargo, Licoricia fue detenida por el Rey en la Torre de Londres como garantía por la porción del Rey de la propiedad de David tras la muerte de su esposo en 1244. Esta porción ascendió a 5,000 marcos. De esto, 4.000 marcos se utilizaron para financiar la reconstrucción de la Abadía de Westminster y el santuario de Eduardo el Confesor. Tras su liberación, en septiembre de 1244, Licoricia regresó a vivir con su familia en Winchester, donde continuó con el negocio de David y comenzó otras empresas propias.
Durante los siguientes 30 años, Licoricia se convirtió en una mujer de negocios muy influyente, financiando a personas en todo el sur de Inglaterra. En ese momento había varias mujeres judías importantes en el campo, incluidas Chera y Belia. [10] Entre sus clientes se encontraban el rey Enrique III de Inglaterra y la reina Leonor de Provenza, entre otros nobles notables, como Simón de Montfort, sexto conde de Leicester antes de su rebelión en la segunda guerra de los Barones (1264–67).
Su hijo Benedict se convirtió en el único miembro del gremio judío en la Inglaterra medieval y probablemente en cualquier otro lugar de Europa occidental. Esto le permitió poseer viviendas y casas, y ser ciudadano, lo cual era imposible para el resto de la comunidad judía. Su hijo de David de Oxford, Asher, fue encarcelado en el castillo de Winchester en 1287, mientras el rey intentaba imponer un gran impuesto a los judíos (el siglo XIII presenció inmensos impuestos sobre los judíos bajo Juan y Enrique III de década de 1240), y dejó grafitis allí, que decían en hebreo: El viernes, víspera del sábado en el que se lee la porción Emor, todos los judíos de la tierra de la isla fueron encarcelados. Yo, Asher, escribí esto. Existe poca evidencia de lo que hicieron sus otros hijos, pero es posible que estuvieran involucrados en las actividades de la mayor parte de la comunidad judía, como comercio, joyería, metalurgia, medicina, empleados o escribas (la gran mayoría de los comunidad no participó en préstamos significativos). Es poco probable que fueran buhoneros, como muchos de los más pobres de la comunidad.
El límite superior que los judíos podían cobrar variaba entre dos o tres centavos por libra por semana. Los Cahorsin (un término para denotar a los franceses) y los lombardos podían cobrar hasta el 50 por ciento; los judíos no tenían el monopolio de los préstamos.
A principios de 1277, Licoricia fue encontrada asesinada dentro de su casa en Jewry Street con su sirvienta cristiana, Alice of Bickton. Tres hombres fueron acusados de los asesinatos, pero ninguno fue condenado y el asesinato nunca se resolvió.

## Legado
En agosto de 2018 se otorgó el permiso de planificación para una estatua que conmemora a Licoricia de Winchester y su hijo Asher, del escultor Ian Rank-Broadley, que se ubicará en Jewry Street en Winchester, y ahora se están recaudando fondos para este proyecto, para llevar a la gente la historia de la comunidad judía medieval y sus conexiones reales, además de promover la tolerancia y la diversidad en la actualidad, inspirar a mujeres y jóvenes y embellecer Winchester.